# رامونا پورتویچ
رامونا پورتویچ (به آلمانی: Ramona Portwich) ورزشکار زن رشتهٔ قایق‌رانی اهل آلمان است. وی در بین سال‌های ‎۱۹۸۸ تا ۱۹۹۶ میلادی در مسابقات بازی‌های المپیک تابستانی در مجموع ۵ مدال، شامل ۳ مدال طلا و ۲ نقره را کسب کرد.